# Benedikt Fischer (Fernsehjournalist)
Benedikt Fischer (* 20. Februar 1964 in Freiburg im Breisgau; † 2. August 2021) war ein deutscher Fernsehjournalist und Autor von Dokumentarfilmen.

## Leben
Nach dem Abitur am Beethoven-Gymnasium Bonn studierte Fischer in München Kommunikationskunde und Philosophie. Verschiedene Praktika und Hospitanzen bei ARD-Anstalten und freien Produktionsfirmen folgten. Der Abschluss seiner Ausbildung war 1991/92 ein Redaktions-Volontariat beim BR (Bayerischer Rundfunk). Seit Anfang 1993 arbeitete Fischer überwiegend für den HR (Hessischer Rundfunk).
Er war Autor zahlreicher Magazinbeiträge, Features und Dokumentarfilme, vor allem aus dem sozialen Themenbereich. Außerdem war er als Redakteur (Fernsehen) tätig für Magazinsendungen, Features und Reportagen in der ARD und im HR.  Für einen Kurzfilm und den nachfolgenden Dokumentarfilm (Meine Eltern) über seine eigenen, kranken und behinderten Eltern erhielt er mehrere Fernsehpreise, darunter die beiden höchsten kirchlichen Medienpreise Deutschlands im selben Jahr (2008). Eine weitere Version des Films (Die Ehre meiner Eltern) ist Teil der Sendereihe Die Zehn Gebote, die ab 2009 ausgestrahlt wurde und seitdem auch zu Lehr- und Fortbildungszwecken eingesetzt wird.
Von 2013 bis 2015 arbeitete Fischer beim Prix Europa als Jury-Coordinator, Kategorie TV-Documentary. 2019 beendete er seine Laufbahn als Dokumentarfilmer, wechselte in die Multimedia-Abteilung des HR und untertitelte Fernsehsendungen für hörgeschädigte Menschen. Aufgrund einer schweren Erkrankung war Fischer seit Mai 2020 beruflich nicht mehr aktiv.
Fischer war verheiratet und lebte in Frankfurt am Main.

## Filmografie
- 1994: Leben – was sonst!
- 1994: Nonstop den Häschern in die Hände
- 1995: Wir sind keine Verräter!
- 1996: Fluchtpunkt Frankfurt
- 1996: …darum sollt ihr fröhlich sein!
- 1997: Angotrip – Das stille Sterben in Angola
- 1999: Neujahr im September
- 2001: Rolli-Greise
- 2001: Marie lebt!
- 2003: Ohrenkuss
- 2004: Die Axt Gottes
- 2005: Mit Bibel und Parteibuch
- 2007: Das Geheimnis von Taizé
- 2009: Meine Eltern
- 2009: Die Ehre meiner Eltern
- 2011: Was darf William kosten?
- 2014: Nur über meine Leiche!
- 2015: Alles für meine Mutter! – Wenn die Pflege das eigene Leben frisst
- 2016: Ein bisschen Leben!
- 2019: Eine Chance für Altaf und Manzor? (Reihe Hessenreporter)

## Auszeichnungen
- Robert-Geisendörfer-Preis 2008 in der Kategorie Fernsehen für seine Rolle als Autor und Regisseur von Meine Eltern.
- Katholischer Medienpreis 2008
- Prix Europa 2009, (Nominierung)[8]
- Gewinner des 17th European TV-Festival Of Religious Programmes, 2010[9]